# Esclavelles
Esclavelles é uma comuna francesa na região administrativa da Normandia, no departamento de Sena Marítimo. Estende-se por uma área de 9,65 km². Em 2010 a comuna tinha 383 habitantes (densidade: 39,7 hab./km²).